# The Curse of Sleeping Beauty
The Curse of Sleeping Beauty è un film del 2016 diretto da Pearry Reginald Teo.
Pellicola horror fantasy statunitense sceneggiata da Teo e Josh Nadler. Il film è interpretato da Ethan Peck, India Eisley e Natalie Hall. È basato sull'omonimo fumetto di Everette Hartsoe e sulla storia Little Briar Rose dei fratelli Grimm e Charles Perrault.
Le riprese si sono svolte a Los Angeles, California. Il film è stato distribuito da 2B Films il 13 maggio 2016.

## Trama
Thomas Kaiser, un pittore, fa sogni ricorrenti in cui vede una bella ragazza addormentata, ma non riesce a svegliarla. Quando tenta di baciarla, è sempre distratto dalla visione di uno strano edificio e si sveglia in una paralisi del sonno. Un giorno riceve una telefonata da uno studio legale che lo informa di un'eredità di suo zio separato, Clive.
Thomas viene informato che suo zio si è suicidato, lasciandogli una lettera e una proprietà conosciuta come Kaiser Gardens. La lettera gli dice di non andare mai ai livelli inferiori dell'edificio e che la famiglia è maledetta. Thomas è sorpreso di scoprire che la proprietà ereditata è lo stesso edificio dei suoi sogni. Mentre è a Kaiser Gardens, Thomas si imbatte nell'agente immobiliare Linda che gli dà le chiavi e gli fa una serie di domande. Quella notte mentre dorme nella proprietà sogna la ragazza addormentata e questa volta riesce a baciarla e svegliarla. Gli dice che il suo nome è Briar Rose e che possono comunicare ora che sono vicini nel mondo fisico. Ha un falso risveglio all'attacco del Demone Velato. Si sveglia dall'incubo con Billings, un perito che bussa alla porta d'ingresso. Il perito gli dice che molte persone sono scomparse in casa, ma la polizia non ha trovato nulla. Thomas esplora la casa e trova manichini e una porta sacra immobile.
Più tardi, mentre ricerca la proprietà, Thomas crolla. Scopre una nota di Linda riguardante un precedente tentativo di valutazione. La affronta e lei lo informa che suo fratello è scomparso in casa. Thomas crolla di nuovo e sogna Rose. Gli dice che deve svegliarla e la proprietà appartiene alla sua stirpe. Thomas si sveglia, Linda lo informa che, in base alla sua ricerca, ora è legato alla proprietà in modo soprannaturale e morirà se lascia i Kaiser Gardens troppo a lungo. Tornano alla proprietà e aprono la porta del santuario e, usando il sangue di Thomas, rivelano una stanza. Apre un libro con i sigilli e vengono attaccati dai manichini in casa. Fuggono di casa con il libro e vengono salvati da Richard Meyers, un investigatore del paranormale, amico di Linda.
Richard dice a Thomas che sono stati attaccati da un djinn, un demone di origini arabe che può possedere oggetti inanimati. Thomas crede di dover svegliare Rose per spezzare la maledizione. Hanno assunto Daniel, un conoscente di Linda, per decifrare il libro trovato a Kaiser Gardens. Billings torna alla proprietà e viene ucciso dal Demone Velato. Scoprono che la maledizione di famiglia risale alle Crociate e un djinn ha messo Rose in un sonno eterno. Il gruppo deduce che Iblis (nome islamico del diavolo) la vuole e devono uccidere il Demone Velato e risvegliare Rose.
Thomas, Linda e Richard tornano ai Kaiser Gardens e aprono una seconda porta dietro la stanza del santuario. Linda e Richard distraggono il Demone Velato mentre Thomas trova e tenta di svegliare Rose. Incapace di svegliare Rose con un bacio, Thomas usa il suo sangue. Rose si sveglia, poi bacia e attacca Thomas. Rose uccide il Demone Velato, ma prima di farlo dice loro che la linea di sangue di Thomas "immagazzina" molti demoni, che Rose chiamerà a scatenare sul mondo. Rose afferma che non li ucciderà in modo che possano vedere l'oscurità a venire e inizia a risvegliare i demoni nella linea di sangue di Thomas. Nel frattempo, dopo che il testo completo del libro è stato decifrato, Daniel legge la maledizione che il risveglio dei demoni nella linea di sangue di Thomas scatenerà l'Apocalisse. 
La scena alla fine mostra Rose in una caverna mentre estrae i demoni della linea di sangue di Thomas direttamente da Thomas stesso.

## Distribuzione
Il film è uscito il 13 maggio 2016 negli Stati Uniti.

## Accoglienza

### Critica
Il film ha ricevuto recensioni per lo più negative. Su Rotten Tomatoes , il film ha una valutazione del 15% sulla base di 13 recensioni e una valutazione media di 3,9/10. Luke Thompson di Forbes ha stroncato il film affermando che "si rompe più di una fiaba". Frank Scheck di The Hollywood Reporter ha recensito il film come un "film horror scadente... abbastanza da far addormentare chiunque".

## Serie televisiva
Nell'ottobre 2017 è stata annunciata una serie televisiva basata sul film in fase di sviluppo.